# Cephaloon lepturides
Cephaloon lepturides är en skalbaggsart som beskrevs av Newman 1838. Cephaloon lepturides ingår i släktet Cephaloon och familjen dubbelklobaggar. Inga underarter finns listade i Catalogue of Life.